# Чорна (Великоустюзький район)
Чо́рна (рос. Чёрная) — присілок у складі Великоустюзького району Вологодської області, Росія. Входить до складу Зарічного сільського поселення.

## Населення
Населення — 4 особи (2010; 17 у 2002).
Національний склад (станом на 2002 рік):
- росіяни — 94 %